# 大通学堂
大通学堂全称大通师范学堂，位于中国浙江省绍兴市越城区胜利西路563号，东邻古越藏书楼，为1905年9月由反清革命组织光复会领导成员徐锡麟、陶成章为联络、训练各地会党，培养军事干部而创立，为光复会的活动中心和皖浙武装暴动的重要据点，辛亥革命在浙江的重要史迹之一。
学堂旧址原为清代山阴、会稽两县豫仓，占地5020平方米，建筑面积1645平方米，坐北朝南，建筑分东、中、西三路，中路三进，依次为门厅五间、礼堂三间（前有抱厦一间）和“徐社”五间，东西两路为教室和办公室，东路四进，西路五进，各进均为五间，西路以西为操场。
1906年12月，徐锡麟赴安徽从事革命活动，学堂由秋瑾接办。为筹备皖浙起义，秋瑾进一步加强军事训练，并在此创建光复军。1907年7月6日，徐锡麟安庆起义失败，案件涉及大通学堂，7月13日，秋瑾在此被清兵逮捕，学堂遭清政府查封。
辛亥革命后在此创办了大通女子工艺学校，1928年“徐社”社员为纪念徐锡麟又在此创办锡麟小学。1981年始，绍兴市政府对学堂建筑逐步维修、陈列有关文物史料，对公众开放。